# Robert Stangland
Robert Stangland (Robert Sedgwick Stangland; * 5. Oktober 1881 in New York City; † 15. Dezember 1953 in Nyack) war ein US-amerikanischer Weit- und Dreispringer.
Bei den Olympischen Spielen 1904 in St. Louis gewann er in beiden Disziplinen die Bronzemedaille, mit Weiten von 6,88 m bzw. 13,36 m.
Robert Stangland war Absolvent der Columbia University.

## Persönliche Bestleistungen
- Weitsprung: 7,17 m, 27. Mai 1904, Philadelphia
- Dreisprung: 13,36 m, 1. September 1904, St. Louis